# Alcyonium moriferum
Alcyonium moriferum is een zachte koraalsoort uit de familie Alcyoniidae. De koraalsoort komt uit het geslacht Alcyonium. Alcyonium moriferum werd in 1954 voor het eerst wetenschappelijk beschreven door Tixier-Durivault. 